# QF 95毫米榴彈炮
QF 95毫米榴彈炮（Ordnance QF 95-mm howitzer）是英國於第二次世界大戰發展的榴彈砲，分別有坦克榴彈砲版本及步兵榴彈砲版本。但步兵榴彈砲版從未正式投入服役。

## 歷史
QF 95毫米榴彈炮是為了裝配於當時最新式的英國坦克而設計，並能於"近距離支援中"發射煙霧彈為步兵提供掩護及發射高爆彈(HE)或反戰車高爆彈(HEAT)摧毀剛性目標:如敵方碉堡，而配備的黏著榴彈(HESH)則未能趕及於第二次世界大戰中服役。 QF 95毫米榴彈炮並没有使用通常的榴彈砲的:彈頭-發射藥的分離填裝而是發射一體式的25 lb (11 kg)榴彈，QF 95毫米榴彈炮在設計上借鑒了QF 3.7吋機炮的炮身，而炮閂則是借用QF 25磅榴彈炮的設計，以及QF6磅反坦克炮的反後坐力裝置設計，最後需在炮身的末端配置配重幫助平衡。
坦克榴彈砲版本的QF 95毫米榴彈炮原本要裝配於丘吉爾Mark V 和 VIII重型坦克, 克倫威爾 VI 和 VIII 坦克及人馬座IV坦克.上。 計劃中換裝QF 95毫米榴彈炮的坦克會配置於團級或每個旅部連(HHT)將會配置兩輛裝備了QF 95毫米榴彈炮的坦克。 在諾曼底登陸中有80輛的半人馬坦克Mark IV(裝備了較小功率引擎的克倫威爾坦克)裝備了QF 95毫米榴彈炮，並交由皇家海軍陸戰隊裝甲支援群(Royal Marines Armoured Support Group)使用投入作戰。

## 詳細規格
- 武器名稱: QF 95毫米榴彈炮(Ordnance QF 95mm infantry howitzer)
- 生產數量: 800
- 操作成員: 6人
- 武器口徑: 95 mm（3.7寸）
- 炮身長度: 85.5寸（2.17米）
- 重量: 945公斤（2,083磅）
- 最大射擊仰角: -5 to +30 度
- 射界: 8 度
- 射速: 每分鐘7發
- 炮口初速: 330 m/s（1,100 ft/s）
- 有效射程:  7,315 m (8,000 yd)[3]
- 發射彈藥種類
  - 煙霧彈: smoke composition
  - 高爆彈(HE): Amatol filling with 12 oz 4 dr cordite propellant, No. 119B fuze (direct action and graze type)
  - 反戰車高爆彈(HEAT): 50/50 pentolite filling, No 233 Direct Action percussion fuze
  - 黏著榴彈(HESH)

## 資料來源
註解
1. ↑  Twentieth-Century Artillery
2. ↑  History Of The Second World War
3. ↑  Twentieth-Century Artillery

參考書目
- Churchill tank Vehicle History and specification, HMSO
- Hogg, Ian Twentieth-Century Artillery . p. 175
- History Of The Second World War Marshall and Cavendish. p. 2079
- Land Power A Modern Illustrated Military History.  p. 210

## 外部連結
- 95mm Howitzer armed Churchills by S. Osfield